# Strawberry moon
《strawberry moon》，是韓國創作歌手IU在2021年10月19日發行的數位單曲。

## 背景
2021年10月5日，官方宣布IU將發行數位單曲〈strawberry moon〉。10月8日，官方釋出海報，公布於10月19日上午0時發行數位單曲〈strawberry moon〉。
10月12日，公布第一張預告照，10月13日，公布第二張預告照，10月15日，釋出歌詞預告。
10月17日，釋出MV預告片。

## 製作與發行
2021年10月19日0時

## 曲目
| 曲序     | 曲目            |          | 作曲      | 编曲          | 时长 |
| -------- | --------------- | -------- | --------- | ------------- | ---- |
| 1.       | strawberry moon | IU       | IU 이종훈 | 이종훈 이채규 | 3:25 |
| 总时长： | 总时长：        | 总时长： | 总时长：  | 总时长：      | 3:25 |